# 演劇集団富山舞台
演劇集団富山舞台（えんげきしゅうだんとやまぶたい、theater company toyamabutai）は、俳優の西村まさ彦が地元である富山で立ち上げた劇団である。
演劇のほか、朗読会、音楽朗読劇の活動を行っている。

## 歴史

### ウェストビレッジアカデミー　～　とやまジェットシアター時代（2020～2022年11月まで）
西村まさ彦が2020年に立ち上げた俳優養成講座「ウェストビレッジアカデミー」が前身。
ウェストビレッジアカデミーでの卒業公演を終えた受講生たちが、2022年4月16、17日の両日、「とやまジェットシアター」の劇団名で、富山市桜町の県民小劇場ORBIS（マリエとやま7階）で旗揚げ公演「戦うか、逃げるか-Fight or Flight-」を開催。元々、10月2日、3日に予定していた旗揚げ公演だったが、新型コロナウイルスの影響で開催が半年遅れている。
4月に旗揚げした劇団は7月2日、同市婦中町下轡田のファボーレで初の出張公演を開いた。
9月27日には富山市広田小学校で公演をした。この公演では西村から演劇指導を受けた六年生九人も出演した。劇団が学校に出向いて公演するのは、4月の旗揚げ以降初めて。

### 演劇集団富山舞台　（2022年11月～現在）

#### 2022年
2022年11月16日。ホームページ、Facebook、インスタグラムにて第2回公演「水星の一日」の開催を発表。これらの投稿にて初めて演劇集団富山舞台の劇団名を使用。以後、この名前で活動し現在に至る。

#### 2023年
2023年1月19日～22日に演劇集団 富山舞台による『水星の一日』を富山市総曲輪の「ほとり座」で公演。劇団初の長期公演であった。
5月19、20日、朗読会「ピーターとおおかみ」を富山市八尾町で開催。
６月10日、朗読会「ペール・ギュント」を富山市八尾町で開催。
7月8日、西田地方小学校創立150周年記念で、西田地方小学校にて、「これから正義の話をしようゼ」を公演。
8月12日、音楽朗読劇 「注文の多い料理店」を八尾町で開催。
9月9日、朗読会「あらしのよるに」を八尾町で開催。
9月22日、堀川小学校にて「これから正義の話をしようゼ」を公演。
10月3日 、広田小学校にて「水星の一日」を公演。
10月31日 ハロウィンの日、広田小学校にて朗読劇「ピーターとおおかみ」を開催。
12月3日、第3回公演「水星の一日」を富山市立八尾公民館で開催。 

#### 2024年
2024年、朗読会「あの時の王子くん」を八尾町で開催。 
4月26日～29日に、第4回公演「ポンコツ車と五人の紳士」を公演。
5月16日、石川県立音楽堂2階にて「あの時の王子くん」のミニ朗読会を開催。
6月17日、８月９日～１１日に第五回公演を下北沢で行うことをｘで発表。演目は「ポンコツ車と五人の紳士」

## 劇団員、スタッフの採用
不定期でウェストビレッジアカデミーの受講生と劇団のスタッフを募集している。募集毎にホームページ、SNSで告知している。
ウェストビレッジアカデミーは2024年5月時点で、第4期生まで加入し、劇団員として活動を行っている。
2023年12月6日、第5期生の募集を開始した。
2024年4月1日には、5期生募集を5月6日まで延長することを告知した。
受講生だけで見ると、1期生は7名の受講生が加入した。2期以降は2名ずつの採用となっている。

## 劇場
富山市八尾町上新町にある「双魚亭」という元酒蔵を稽古場兼、劇場として使用している。「ポンコツ車と五人の紳士」の公演、朗読会、音楽朗読劇はこの場所で行った。